# Fonds d'art contemporain - Paris Collections
Ne doit pas être confondu avec Fonds national d'art contemporain.
 (février 2018).
Si vous disposez d'ouvrages ou d'articles de référence ou si vous connaissez des sites web de qualité traitant du thème abordé ici, merci de compléter l'article en donnant les références utiles à sa vérifiabilité et en les liant à la section « Notes et références ».
Le Fonds d'art contemporain - Paris Collections, anciennement Fonds municipal d'art contemporain de la Ville de Paris, créé en 1987, hérite d’une partie des collections municipales constituées depuis près de deux siècles.
Il rassemble près de 23 000 œuvres d’art, dont plus de 3 500 contemporaines.
Cette collection reste vivante : par la volonté de la Ville qui, soutenant la création contemporaine, l’enrichit chaque année ; par son caractère nomade, et sa diffusion dans les équipements publics et à travers des expositions en France et à l’étranger ; et enfin par la transmission qu’elle permet, notamment auprès des plus jeunes, à travers des programmes de médiation dans les établissements scolaires parisiens.

## Histoire

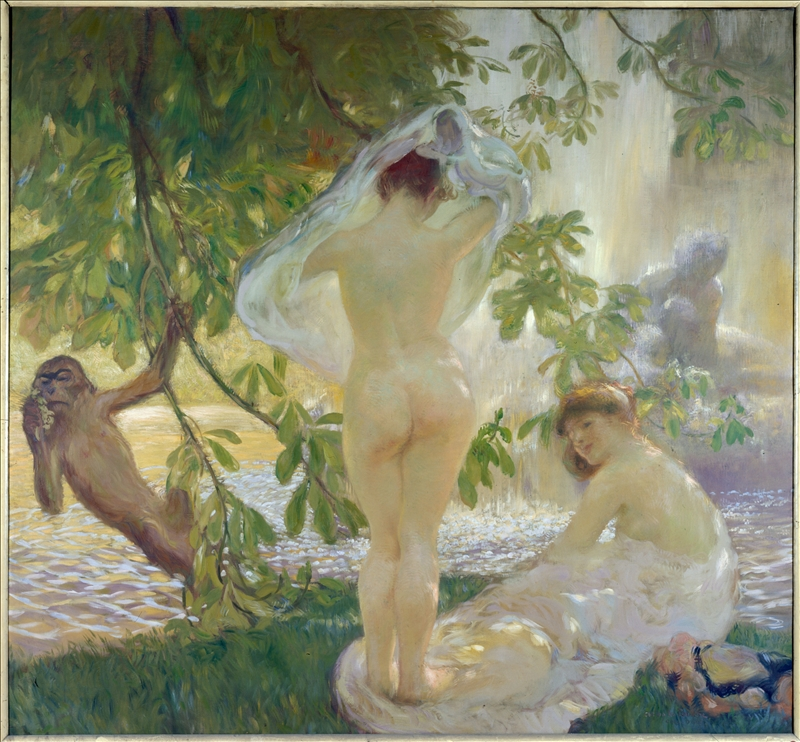
Gaston de La Touche, La Chemise enlevée (1913), huile sur toile,, Paris, Fonds d’art contemporain – Paris Collections.

En 1816, la préfecture du département de la Seine — qui correspond aujourd’hui aux départements de Paris, des Hauts-de-Seine, de Seine-Saint-Denis et du Val-de-Marne — crée le Service des Beaux-Arts, et lance une initiative consistant à commander et à acheter des œuvres d’art auprès d’artistes vivants pour encourager la création. C’est ainsi que naissent les futures Collections municipales, dont une partie des œuvres sert à décorer les locaux municipaux et préfectoraux. Pendant la Commune, en 1871, les collections subissent des pertes irréparables : l’incendie de l’hôtel de ville fait disparaître quantité d’œuvres qui décorent l’édifice ou y sont entreposées.
En 1901, une partie des œuvres quittent un dépôt à Auteuil, où elles sont gardées, pour alimenter la collection du musée des Beaux-Arts de la ville de Paris (Petit Palais) à sa création. Les Collections municipales se spécialisent après la Seconde Guerre mondiale. Dans le cadre de l’ouverture du musée d'Art moderne en 1961, elles sont scindées : les œuvres les plus anciennes restent au Petit Palais, les œuvres modernes constituent le fonds du nouveau musée. Les musées achètent eux-mêmes leurs propres œuvres, tandis que les acquisitions pour la partie non muséale des Collections municipales ont vocation à décorer les locaux administratifs. Les œuvres de grande valeur sont réservées aux musées municipaux (Carnavalet, Petit Palais, Art moderne, etc.) ; ce sont les « collections muséales ». Les autres, souvent de moindre valeur et à fonction décorative, sont appelées « collections mobiles » ou « volantes ».
Au milieu des années 1970, après avoir été longtemps conservées au musée d'Auteuil, les collections mobiles déménagent dans de nouvelles réserves à Ivry-sur-Seine, dans une ancienne usine des eaux. En 1987, elles prennent le nom de Fonds municipal d’art contemporain (FMAC), au sein de la sous-direction du patrimoine et du département des arts plastiques. Le FMAC est doté d’une commission d’acquisition indépendante des musées et d’un budget propre. En 1997-1998, ses réserves sont agrandies et mises aux normes.

## Collections
Le Fonds d’art contemporain - Paris collection conserve 22 690 œuvres d’art, dont 3 300 contemporaines, de 1970 à nos jours. La collection s’enrichit au fil des acquisitions annuelles et des donations, issues d’artistes vivants.
Depuis deux siècles, la collection se compose d’œuvres :
- historiques (avant 1914), 1 669 œuvres ;
- modernes (1914-1970), 15 862 œuvres ;
- contemporaines (après 1970), 3 300 œuvres.

Si la peinture, abondamment acquise dans les Salons et pour les besoins des décorations, domine la collection, celle-ci traduit aussi, pour les périodes récentes, la diversité des pratiques artistiques nouvelles.

### Composition de la collection par types d’œuvres
Les collections du fonds sont divisées par catégories d’œuvres, dont les proportions sont les suivantes :
- peinture : 52 % ;
- dessin, gravure, estampe (arts graphiques) : 27 % ;
- sculpture : 16 % ;
- arts décoratifs, design : 2,5 % ;
- photographie : 2,5 % ;
- vidéo, installation : moins de 1 %.

### Les artistes majeurs de l'ancienne collection
Le Fonds d’art contemporain - Paris Collections a connu bien des changements depuis sa création au début du XIXe siècle. Mais même si sa collection initiale fût répartie au sein des divers musées de la Ville de Paris, des artistes reconnus figurent parmi les collections du Fonds, parmi lesquels :
- Hubert Robert (1733-1808) : ensemble de six panneaux sur toile, de 280 × 132 cm. Ils associent, au sein d’un paysage vaporeux, des ruines, des statues antiques et des scènes de genre dont le thème fait écho aux sculptures ;
- Gaston de La Touche (1854-1913) : La Chemise enlevée, baigneuses, 1913, huile sur toile, 208 × 226 cm, acquisition en 1919 ;
- Albert Marquet (1875-1945) : Marine, plage des Sables d'Olonne, huile sur toile, 50 × 60 cm, acquisition en 1936 ;
- Maurice de Vlaminck (1876-1958) : Fleurs, huile sur toile, 42 × 33 cm, acquisition 1938, et La Meule, huile sur toile, 37 × 45 cm ;
- Clément Serveau (1886-1972) : Nu, 1932, huile sur toile, 96 × 130 cm, acquisition en 1934 ;
- Félix Ziem (1821-1911) ;
- Henri Le Sidaner (1862-1939) ;
- André Utter (1886-1948).

### Artistes majeurs représentés dans les collections contemporaines du Fonds d'art contemporain - Paris Collections
- Peintres : Camille Hilaire, Maurice Boitel, Robert Bouquillon, Michel Pandel, Farah Atassi, Jean-Marc Bustamante, Damien Cabanes, Claude Viallat, Olivier Debré, Saâdane Afif, Blaise Drummond, Shirley Jaffé, Pascal Pinaud, Jean-Pierre Pincemin, Claude Rutault, Djamel Tatah, Marc Desgrandchamps, Gérard Garouste, Pierre Buraglio, Bruno Perramant, Carole Benzaken.
- Plasticiens : Claude Lévêque, Ugo Rondinone, Présence Panchounette, Nicolas Milhé, Lois Weinberger, Boris Achour, François Morellet, Daniel Buren, Bertrand Lavier, Xavier Veilhan.
- Dessinateurs, graveurs : Mickael Patterson-Carver, Veit Stratmann, Geneviève Asse, Pierre Soulages, Georg Baselitz, Sophie Calle, Miquel Barceló, Édouard Righetti, Roger Schardner, Jacques Villeglé, Antoni Tàpies, Glen Baxter.
- Photographes : Théo Mercier et Erwan Fichou, Pedro Cabrita-Reis, Marc-Camille Chaimowicz, Allan Sekula, Jordi Colomer, LaToya Ruby Frazier, Anri Sala, Valérie Jouve, Mathieu Pernot.
- Sculpteurs : Richard Fauguet, Philippe Mayaux, Michel Paysant, Didier Marcel, Richard Serra, Jérôme Basserode, Pierre Joseph, Mathieu Mercier, Raphaël Zarka, Kader Attia, Camille Henrot, Latifa Echakhch, Anita Molinero.
- Vidéastes :  Mircea Cantor, Bertille Bak, Clarisse Hahn, Kimsooja, Cécile Hartmann, Marylène Negro, Stephen Willats, David Lamelas, Steven Cohen.

## Diffusion des œuvres
Le Fonds est la seule collection parisienne dont la vocation est d’être diffusée hors de ses murs.

### Les dépôts
La vocation historique des « collections volantes » a laissé des traces dans tout le territoire de l’ancien département de la Seine: 2 200 lieux de dépôt sont encore recensés[réf. nécessaire]. L’activité de dépôt s’oriente vers des actions concertées et construites avec des partenaires investis accompagnés de projets de médiation spécifiques.

### Les prêts
Le Fonds d’art contemporain - Paris Collections collabore avec d’autres institutions de promotion de l’art contemporain par le prêt d’œuvres. Les emprunteurs, musées français et étrangers, mais également centres d’art, écoles d’art, lieux patrimoniaux ou non, investis pour les besoins d’expositions, se font ainsi le relais de la diffusion de la collection. Parmi les œuvres prêtées figurent par exemple :
- Portrait de Mme Blondeau, 1891, de Louis-Joseph-Raphaël Collin ;
- Le Fond de la mer, 1898, de Jean Francis Auburtin ;
- Retour de pêche (île d’Yeu), 1925, de Léon Printemps ;
- Fragment de la Jeune Captive, 1932, de René Iché ;
- Nozitagne Lemsebale F580 368, 1991, de Brigitte Nahon ;
- La Chaise mise à nu, 2003, de Florence Doléac ;
- Éclats verts, jaunes, rouges, 2004, de Véronique Joumard ;
- Motifs d'une porosité, 2006, de Carmen Perrin ;
- Silent world, place de l'Opéra de Paris, 2009, de Brodbeck & de Barbuat.

### «Une œuvre à l’école»: sensibiliser le jeune public à l’art contemporain
Initié en 2009, « Une œuvre à l’école » s’inscrit dans le cadre de « L’art pour grandir », programme éducatif de la mairie de Paris favorisant l’accès des jeunes parisiens à la culture et à ses institutions. Chaque année, des œuvres du Fonds sont exposées au sein des établissements scolaires partenaires — écoles maternelles, primaires, collèges, lycées et centres scolaires en hôpital. Dans chaque établissement, la présence de l’œuvre s’accompagne d’un programme d’éducation artistique et de médiation culturelle, réalisé conjointement par les professeurs d’arts plastiques de la Ville de Paris, les professeurs des écoles, des collèges et des lycées, les professeurs documentalistes, les directeurs et principaux des établissements et des étudiants stagiaires en médiation culturelle.
Pendant une année scolaire, les élèves des établissements parisiens partenaires côtoient une œuvre de la collection du Fonds. Les œuvres présentées sont un point de départ pour s’initier à l’art contemporain et réfléchir au monde qui nous entoure. Cette approche originale révèle le rôle essentiel de la culture et de la création artistique dans les écoles. La relation quotidienne privilégiée que les élèves tissent avec l’œuvre exposée leur permet de développer leur esprit critique, leur curiosité, leur créativité et leur civisme.
Combinant les approches ludiques, pratiques et théoriques, toutes les disciplines et techniques sont abordées : maquette d’architecture, peinture, modelage, moulage, installation, dessin, calligraphie, gravure, photographie, vidéo, performance, nouvelles technologies.